# Scyphostachys
Scyphostachys  es un género con dos especies de plantas con flores perteneciente a la familia de las rubiáceas. 
Es nativo de Sri Lanka.

## Especies
- Scyphostachys coffeoides Thwaites (1859).
- Scyphostachys pedunculatus Thwaites (1859).

&Scyphostachys coffaeoides